# مایکل دویت
مایکل دِویت (به انگلیسی: Michael Devitt، متولد ۱۹۳۸) فیلسوف استرالیایی است که در حال حاضر در دانشگاه شهری نیویورک تدریس می‌کند. علایق او شامل فلسفه زبان، فلسفه ذهن، متافیزیک و معرفت‌شناسی است. کار فعلی او شامل فلسفه زبان، مسائل بنیادی در معناشناسی، معناشناسی توصیفی، برون‌گرایی معنایی و واقع‌گرایی علمی است.

## تحصیلات
تحصیلات متوسطه دویت (۱۹۵۲ – ۱۹۵۷) در کالج برادفیلد در بارکشر انگلستان بود. سپس بین سال‌های ۱۹۵۸ – ۱۹۶۱ در «مؤسسه حسابداران خبره» استرالیا تحصیل کرد و در پایان دوره، در آزمون صلاحیت شرکت کرد.
تحصیلات عالی او در سال ۱۹۶۲ در دانشگاه سیدنی آغاز شد، و در آن‌جا به تحصیل در رشته فلسفه و روان‌شناسی پرداخت. او در سال ۱۹۶۶ با کسب درجه یک و مدال دانشگاهی در رشته فلسفه فارغ‌التحصیل شد. او تا سال ۱۹۶۷ به‌عنوان دانشجوی پژوهش‌گر در مقطع کارشناسی ارشد ادامه داد. زمانی که به دانشگاه هاروارد نقل مکان کرد، زیر نظر ویلارد کواین به تحصیل ادامه داد. او کارشناسی ارشد خود را در سال ۱۹۷۰ و دکترای خود را در سال ۱۹۷۲ دریافت کرد.

## سمت‌های علمی
مایکل دویت پس از اتمام دوره‌های آموزشی خود در هاروارد، در سال ۱۹۷۱ به سیدنی بازگشت و به‌عنوان مدرس در بخش فلسفه، کار تدریس خود را آغاز کرد. او در «فلسفه سیدنی» برجسته بود. در سال ۱۹۷۷ به‌عنوان مدرس ارشد و در سال ۱۹۸۲ به‌عنوان دانشیار انتخاب شد و در سال ۱۹۸۵ به‌عنوان رئیس گروه فلسفه سنتی و مدرن منصوب شد. او تا سال ۱۹۸۷ به تدریس در دانشگاه سیدنی ادامه داد و پس از آن به ایالات متحده بازگشت، و در سال ۱۹۸۸ به‌عنوان استاد فلسفه در دانشگاه مریلند انتخاب شد. او تا سال ۱۹۹۹ در مریلند ماند و پس از آن به‌عنوان استاد (بعدها استاد برجسته) در "مرکز فارغ التحصیلان CUNY" ادامه کار داد. از سال ۱۹۹۹ – ۲۰۰۲ به عنوان مدیر اجرایی برنامه فلسفه در مرکز فارغ التحصیلان CUNY خدمت کرد. او از سال ۲۰۱۲ به عنوان استاد ممتاز به تدریس در آن‌جا ادامه می‌دهد.
مایکل دویت علاوه بر سمت‌های رسمی، پست‌های غیررسمی متعددی در دانشگاه ناتینگهام، دانشگاه مک‌کواری، دانشگاه ملی استرالیا، دانشگاه ویکتوریا ولینگتون، دانشگاه میشیگان، دانشگاه کالیفرنیای جنوبی، دانشگاه متروپولیتن توکیو، دانشگاه هاروارد و کالج زنان دانشگاه سیدنی داشته‌است.

## کار فلسفی
دویت یکی از طرف‌داران نظریه علیتی ارجاع است. او ادعا می‌کند که زمین‌های مکرر در یک شیء می‌تواند دلیل تغییر مرجع باشد. چنین پاسخی مشکل اهمیت شناختی را که در ابتدا برتراند راسل و گوتلوب فرگه را مجذوب خود کرده بود، بازمی‌گذارد.
دویت، همراه با ژرژ ری، منتقد استدلال استعلایی علیه حذف‌گرایی است، و از این موضع در برابر ادعاهایی دفاع می‌کند که با استناد به «نظریه انحرافی حقیقت» که از تحلیل گزاره‌ها، مانند «x درست است» به‌عنوان بیان یک خاصیت واقعی، خود را ابطال می‌کند. در مقابل، آن‌ها را به‌عنوان ابزارهای منطقی تعبیر می‌کند، به‌طوری که ادعای درستی یک جمله فقط یک روش نقل قول برای اثبات خود جمله است. گفتن «خدا وجود دارد» درست است، اما فقط گفتن «خدا وجود دارد» است که درست است. به این ترتیب، ری و دویت استدلال می‌کنند، تا آن‌جا که جایگزین‌های موضعی «ادعاها منسجم هستند، حذف‌گرایی خود ابطال‌کننده نیست».

## آثار
- «تعیین»، نیویورک: انتشارات دانشگاه کلمبیا، ۱۹۸۱، xiii، ۳۱۱ ص.
- «واقع‌گرایی و حقیقت»، آکسفورد: باسیل بلکول، ۱۹۸۴، ix, ۲۵۰ ص. (پرینستون: انتشارات دانشگاه پرینستون). ویرایش دوم، آکسفورد: باسیل بل‌کول، ۱۹۹۱، xii، ۳۲۷ ص. چاپ مجدد «با یک پسوند جدید»، پرینستون: انتشارات دانشگاه پرینستون، ۱۹۹۷، xii، ۳۷۱ ص.
- «زبان و واقعیت»، (۱۹۸۷، با کیم استرلنی). انتشارات ام‌آی‌تی: شابک ‎۰−۲۶۲−۵۴۰۹۹−۱؛ شابک ‎۹۷۸−۰−۲۶۲−۵۴۰۹۹−۵؛ شابک ‎۰−۲۶۲−۰۴۱۷۳−۱؛ انتشارات بلک‌ولشابک ‎۰−۶۳۱−۱۹۶۸۹−۷؛ شابک ‎۹۷۸−۰−۶۳۱−۱۹۶۸۹−۱.
- «به خود آمدن: برنامه‌ای طبیعت‌گرایانه برای بومی‌گرایی معنایی»، نیویورک: انتشارات دانشگاه کمبریج، ۱۹۹۶، x ،۳۳۸صص.
- «معانی فقط در سر نیست»، روش، دلیل و زبان: مقالاتی به افتخار هیلاری پاتنم، جورج بولوس، ویرایش. Cambridge: Cambridge University Press (۱۹۹۰)، صص. ۷۹–۱۰۴. تجدیدچاپ‌شده در Cro (Pran in Filozofskim Istrazivanjima ۴۵ (۱۹۹۲)، صص.۴۲۵-۴۵.
- «یک ایده تکان‌هنده دربارهٔ معنا»، Revue Internationale de Philosophie، شماره ویژه‌ای که به هیلاری پاتنم اختصاص دارد، در دست چاپ است.
- «متافیزیک حقیقت»، در ماهیت حقیقت، مایکل لینچ، ویرایش. کمبریج: انتشارات ام‌آی‌تی۲۰۰۱).
- «اول قرار دادن متافیزیک مقالات متافیزیک و معرفت‌شناسی»، نیویورک: انتشارات دانشگاه آکسفورد، ۲۰۱۰، ص. ۳۴۶.